# Martin Apeltauer
Martin Apeltauer (* 26. März 1965 in Linz; † 15. November 2006 in Salzburg) war ein österreichischer Politiker (SPÖ). Apeltauer war Abgeordneter zum Salzburger Landtag.
Apeltauer wurde als Kind einer Eisenbahnerfamilie geboren und studierte Germanistik an der Universität Salzburg. Er engagierte sich in der Österreichischen Hochschülerschaft und stieg zum ÖH-Vorsitzenden der Universität Salzburg auf. Apeltauer war dabei der erste sozialdemokratische Vorsitzende der ÖH-Salzburg.
Nach dem Studium arbeitete Apeltauer ab 1995 als Sekretär für den Landeshauptmann-Stellvertreter Gerhard Buchleitner (SPÖ). 2001 wurde er Geschäftsführer der SPÖ Salzburg und war ab 2004 Abgeordneter zum Landtag. Apeltauer war Kultursprecher des SPÖ-Landtagsklubs.
Apeltauer nahm sich am 15. November 2006 das Leben und hinterließ eine Frau und ein Kind. Ihm folgte Roland Meisl als Abgeordneter im Landtag nach. In einem Nachruf wurde Apeltauer als einer der wichtigsten Architekten von Landeshauptfrau Burgstallers Wahlsieg bei der Landtagswahl 2004 bezeichnet. Er war zudem Experte für Kultur und Bildung und wirkte als Stratege im Hintergrund.